# Салватоника (Ферара)
Салватоника је насеље у Италији у округу Ферара, региону Емилија-Ромања.
Према процени из 2011. у насељу је живело 165 становника. Насеље се налази на надморској висини од 7 м.